# Năm đêm kinh hoàng
Năm đêm kinh hoàng (tựa tiếng Anh: Five Nights at Freddy's) là một bộ phim điện ảnh Mỹ thuộc thể loại kinh dị – siêu nhiên – giật gân ra mắt vào năm 2023 được Emma Tammi đạo diễn từ kịch bản mà cô cùng viết với Scott Cawthon và Seth Cuddeback. Được sản xuất bởi Blumhouse Productions và Striker Entertainment, bộ phim được dựa trên loạt trò chơi điện tử cùng tên được sản xuất bởi Cawthon, người đóng vai trò sản xuất với Jason Blum. Bộ phim có sự tham gia của Josh Hutcherson, Elizabeth Lail, Piper Rubio, và Matthew Lillard.
Việc phát triển một bộ phim chuyển thể của Five Nights at Freddy's bắt đầu từ tháng 4 năm 2015, với sự tham gia của Warner Bros. Pictures. Roy Lee, David Katzenberg, và Seth Grahame-Smith được phân công sản xuất, và Gil Kenan được phân công đạo diễn và đồng biên kịch. Sau nhiều lần trì hoãn và dời lịch, phiên bản của Warner Bros. ngừng phát triển và Kenan rời khỏi dự án. Tháng 3 năm 2017, Blumhouse Productions được công bố là công ty sản xuất mới, với Chris Columbus làm đạo diễn và đồng biên kịch. Columbus sau cung rời khỏi dự án và được thay thế bởi Emma Tammi vào tháng 10 năm 2022. Dàn diễn viên chính được công bố vào tháng 12, và các diễn viên còn lại được công bố vào tháng 3 năm 2023. Bộ phim khởi quay tại New Orleans vào ngày 1 tháng 2 và đóng máy vào ngày 3 tháng 4 năm 2023.
Năm đêm kinh hoàng được phát hành bởi Universal Pictures đồng thời tại các rạp và trên nền tảng trực tuyến Peacock tại Mỹ và Việt Nam vào ngày 27 tháng 10 năm 2023.

## Tóm tắt
Mike Schmidt, một nhân viên bảo vệ đang gặp khó khăn, chấp nhận công việc trực đêm tại Freddy Fazbear's Pizza, một trung tâm giải trí gia đình bị bỏ hoang, nơi anh phát hiện ra bốn linh vật thú máy – Freddy Fazbear, Bonnie, Chica, và Foxy – di chuyển và giết bất kỳ ai còn ở đây sau nửa đêm.

## Diễn viên
- Josh Hutcherson vai Mike Schmidt
- Elizabeth Lail vai Vanessa Monroe
- Piper Rubio vai Abby Schmidt
- Matthew Lillard vai Steve Raglan[a]
- Kat Conner Sterling vai Max
- Mary Stuart Masterson vai Dì Jane
- Lucas Grant
- Jessica Blackmore

Ngoài ra, YouTuber CoryxKenshin xuất hiện trong vai khách mời là một tài xế taxi.

## Sản xuất

### Phát triển
Warner Bros. Prictures thông báo vào tháng 4 năm 2015 rằng họ đã mua được bản quyền phim cho loạt game Five Nights at Freddy's, và sẽ được sản xuất bởi Roy Lee, David Katzenberg, và Seth Grahame-Smith. Grahame-Smith nói rằng họ sẽ hợp tác với Cawthon để "làm một bộ phim điên rồ, đáng sợ và dễ thương một cách kỳ lạ". Tháng 7 năm 2015, Gil Kenan đã ký hợp đồng đạo diễn bộ phim và sẽ cũng viết kịch bản với Tyler Burton Smith.
Tháng 3 năm 2017, Cawthon đăng lên Twitter thông báo Blumhouse Productions sẽ sản xuất bộ phim sau khi Warner Bros. Pictures tạm dừng phát triển. Tháng 5 năm 2017, nhà sản xuất Jason Blum nói rằng ông rất hứng thú khi được làm việc với Cawthon trong dự án chuyển thể này. Tháng 6 năm 2017, Kenan nói rằng ông sẽ không làm đạo diễn của phim nữa.
Tháng 2 năm 2018, Chris Columbus được công bố rằng ông sẽ làm đạo diễn và biên kịch cho bộ phim, đồng thời tham gia sản xuất với Blum và Cawthon. Tháng 8 năm 2018, Cawthon thông báo bản thảo đầu tiên cho kịch bản phim (liên quan đến các sự kiện trong phần game đầu tiên) đã hoàn thành và có khả năng cho các bộ phim thứ hai và ba. Cũng trong tháng 8, Blum đã đăng lên Twitter nói rằng bộ phim dự kiến ra mắt vào năm 2020. Tuy nhiên, vài tháng sau, vào tháng 11 năm 2018, Cawthon thông báo kịch bản của phim đã bị hủy bỏ và bộ phim sẽ lại bị lùi lịch. Sau gần hai năm không có thông báo, vào tháng 6 năm 2020, trên một buổi phòng vấn trên Fandom, khi được hỏi về bộ phim, Blum nói:
Nó đang trong giai đoạn phát triển tích cực, nên tôi nghĩ chúng ta sẽ có khả năng cao xem được một bộ phim Five Nights at Freddy's hoàn chỉnh... Tôi nghĩ nó đang trong giai đoạn phát triển nhanh; không bị đứng lại hay gì cả. Nó đang phát triển rất nhanh. Tôi không muốn cho một mốc thời gian cụ thể, nhưng chúng ta sẽ sớm có được một bộ phim. Tôi rất tự tin về điều đó.

Tháng 9 năm 2021, Blum thông báo Columbus sẽ không còn tham gia dự án, nhưng dự án vẫn đang trong quá trình sản xuất. Tháng 8 năm 2022, Blum thông báo Jim Henson's Creature Shop sẽ tham gia chế tạo các nhân vật thú máy cho phim. Tháng 10, Emma Tammi được công bố là đạo diễn thay thế Columbus, đồng thời là đồng biên kịch với Cawthon và Seth Cuddeback,\

### Diễn viên
Tháng 12 năm 2022, Josh Hutcherson và Matthew Lillard tham gia vào dàn diễn viên nhưng chưa có nhân vật cụ thể. YouTuber chuyên về Five Nights at Freddy's Dawko cho biết trong một buổi livestream rằng Hutcherson sẽ đóng vai nhân viên bảo vệ Mike Schmidt của phần game đầu tiên và Lillard sẽ đóng vai phản diện chính của loạt game William Afton. Anh cũng cho biết Mary Stuart Masterson và Piper Rubio sẽ tham gia dự án lần lượt trong vai phản diện nữ không xác định và em gái của Schmidt tên Abby. Tháng 3 năm 2023, Kat Conner Sterling và Elizabeth Lail được xác định là sẽ tham gia bộ phim. Lucas Granta và Jessica Blackmore được thông báo có vai diễn chưa xác định.

### Quay phim
Qua trình quay phim chính ban đầu dự kiến bắt đầu vào tháng 3 năm 2021. Tuy nhiên, do vấn đề kịch bản, việc quay phim đã bị dời lại. Việc quay phim chính thức được tiến hành vào ngày 1 tháng 2 năm 2023 tại New Orleans dưới tên tạm là Bad Cupcake, với kinh phí (trước thuế) là 25 triệu USD, và đóng máy vào ngày 3 tháng 4. Lillard bắt đầu quay các phân cảnh của ông từ giữa tháng 2.

## Phát hành
Năm đêm kinh hoàng được phát hành bởi Universal Pictures đồng thời tại các rạp và trên nền tảng trực tuyến Peacock tại Hoa Kỳ vào ngày 27 tháng 10 năm 2023.

## Tương lai
Tháng 8 năm 2018, Cawthon cho biết nếu bộ phim đầu tiên thành công, sẽ có khả năng có phần thứ hai và ba, đi theo tuyến truyện của phần game thứ hai và ba. Tháng 1 năm 2023, trong một buổi phóng vấn trên podcast WeeklyMTG, Lillard tiết lộ ông đã ký hợp đồng dài ba bộ phim với các hãng sản xuất.